# Kevin Bailey
Kevin Bailey (ur. w Clovis) – amerykański koszykarz, występujący na pozycji rzucającego obrońcy, aktualnie wolny agent.
30 września związał się z klubem Polpharmy Starogard Gdański. 24 listopada został zwolniony.

## Osiągnięcia
NCAA
- Zaliczony do składu WCC All-Conference Honorable Mention (2015)[3]